# T.J. 로더
T.J. 로더(T. J. Lowther, 1986년 5월 17일 ~ )는 미국의 배우이다.
솔트레이크시티에서 태어났다.

## 영화
- 레슬링 소년 제이스 (2004, Going to the Mat)
- 섹스, 살인 그리고 운명 (1995년)
- 영 러버 (1995년)
- 복수의 천사 (1995년)
- 원 크리스마스 (1994년)
- 우리들만의 집 (1993년)
- 퍼펙트 월드 (1993년) - 필립 버즈 페리 역
- 네온 시티 (1991년)